# Балледье, Клод Жозеф Сезар
Клод Жозеф Сезар Балледье (фр. Claude Joseph César Balleydier; 1762—1805) — французский военный деятель, полковник (1794 год), участник революционных и наполеоновских войн.

## Биография
Родился в семье прокурора и нотариуса Пьера Балледье (фр. Pierre Balleydier; 1726—1799) и его супруги Жанны Маршан (фр. Jeanne Péronne Marchant; 1734—).
Поступил на военную службу 9 февраля 1783 года простым солдатом в швейцарский полк Шатовьё. 1 марта 1787 года получил отпуск. 27 ноября 1792 года Франция аннексировала Савойское герцогство. 23 марта 1793 года Балледье возобновил службу в качестве временного командира добровольцев округа Анси, а 16 мая он перешёл в 3-й батальон добровольцев Монблана в качестве командира батальона. Переведённый в Альпийскую армию, он участвовал в осаде Тулона с сентября по декабрь 1793 года.
21 февраля 1794 года в Маноске женился на Мадлен Дюпанлу (фр. Madeleine Dupanloup; 1773—). В браке родились шесть детей.
Служил в Итальянской армии. 26 ноября 1794 года произведён в полковники, и назначен командиром 18-й полубригады лёгкой пехоты, затем 5 ноября 1795 года он стал командиром 29-й полубригады лёгкой пехоты. За услуги, которые он оказал арьергарду дивизии Келлермана, он был произведён в бригадные генералы. Но храбрый Балледье отказался от повышения. 14 сентября 1796 года был ранен и взят в плен.
4 апреля 1799 года, накануне битвы при Маньяно, он взял в плен 1500 человек из корпуса генерал-майора Соммаривы. Этот подвиг был отмечен в отчёте армии, который отдал должное прекрасному поведению 29-й полубригады и её командира. В кампаниях 1800-01 годов действовал в составе Западной и Галло-Батавской армий. 3 декабря 1800 года отличился в битве при Бург-Эберахе, и вновь был отмечен в сводках армии.
15 ноября 1801 года оставил активную службу. 16 мая 1802 года был назначен командующим войсками в Портоферрайо на острове Эльба.
5 октября 1803 года он принял командование над 18-м полком лёгкой пехоты, который являлся частью войск, собранных в лагере Утрехта под командованием генерала Мармона. Лагерь был частью Армии Берегов Океана.
В 1805 году его полк входил в состав 1-й дивизии 2-го армейского корпуса Великой Армии. Принимал участие в Австрийской кампании. В ночь с 9 на 10 ноября 1805 года был убит при разведке деревни Фордернберг, недалеко от Леобена в Южном Тироле.
Сезар дважды был произведён в бригадные генералы, но его скромность постоянно заставляла его отказываться от этого звания. По словам генерала Дюгоммье, не было более достойного офицера.
Его именем названа казарма альпийских егерей в центре Анси.

## Воинские звания
- Командир батальона (16 мая 1793 года);
- Полковник (26 ноября 1794 года).

## Награды
Легионер ордена Почётного легиона (11 декабря 1803 года)
 Офицер ордена Почётного легиона (14 июня 1804 года)